# Nozomi Fujioka
Nozomi Fujioka (japanisch 藤岡 希 Fujioka Nozomi; * 11. März 1993) ist eine ehemalige japanische Tennisspielerin.

## Karriere
Fujioka begann mit zehn Jahren das Tennisspielen und bevorzugt Sandplätze. Sie spielte vor allem auf Turnieren der ITF Women’s World Tennis Tour, bei denen sie keinen Titel gewinnen konnte, aber insgesamt viermal ein Finale im Doppelwettbewerb.
2013 erreichte sie mit Partnerin Hirono Watanabe im Mai das Finale im Doppel des mit 10.000 US-Dollar dotierten ITF-Turniers in Antalya, das sie mit 6:3, 5:7 und [8:10] gegen Olha Jantschuk und Darja Lebeschawa verloren. Ende Oktober erreichte sie mit Partnerin Tanaporn Thongsing das Doppelfinale beim ebenfalls mit 10.000 US-Dollar dotierten ITF-Turniers in Iraklio, wo die beiden gegen Rosalie van der Hoek und Alexandra Nancarrow mit 3:6, 6:4 und 7:10 verloren.
2014 erreichte sie im Dezember bei ITF-Turnier in Hongkong zusammen mit Partnerin Mami Hasegawa wieder das Finale im Doppelwettbewerb, verlor dieses aber gegen Kim Na-ri und Choi Ji-hee mit 3:6 und 2:6.
2015 konnte sie im Juni mit Yuki Kristina Chiang in Ariake abermals ein Doppelfinale erreichen, das die beiden mit 4:6 und 4:6 gegen Kotomi Takahata und Kanae Hisami verloren.